# گوزن فریادکش شمالی
گوزن فریادکش شمالی یا گوزن فریادکش سرخ شمالی (نام علمی: Muntiacus vaginalis) گونه‌ای از گوزن فریادکش است که در بسیاری از کشورهای جنوب مرکزی و جنوب شرقی آسیا یافت می‌شود.